# Craig D. Wills

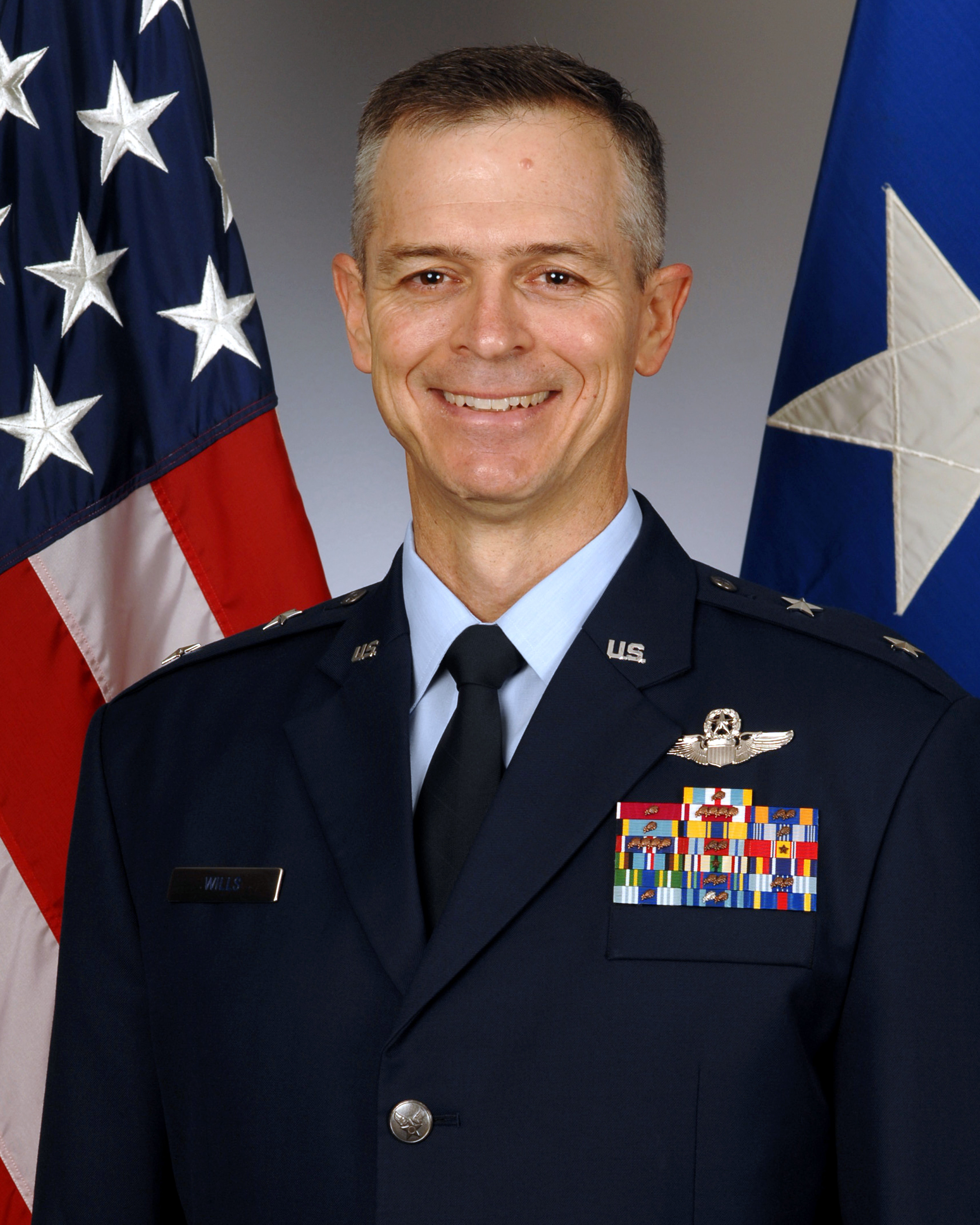
Craig D. Wills (2005)

 Craig D. Wills  (* um 1968) ist ein pensionierter Generalmajor der United States Air Force. Er war unter anderem Kommandeur der 19. Luftflotte (Nineteenth Air Force).
Über das ROTC-Programm der University of Arizona gelangte er im Jahr 1990 in das Offizierskorps der United States Air Force. Dort durchlief er anschließend alle Offiziersränge vom Leutnant bis zum Zwei-Sterne-General.
Im Lauf seiner militärischen Karriere absolvierte er verschiedene Kurse und Schulungen. Dazu gehörten unter anderem eine Ausbildung zum Kampfpiloten und weitere Fortbildungskurse als Pilot neuer Flugzeugtypen; die Squadron Officer School auf der Maxwell Air Force Base in Alabama; das Air Command and Staff College, ebenfalls auf der Maxwell AFB; das Air War College über einen Fernkurs; das Armed Forces Staff College in Norfolk in Virginia und der Combined Forces Air Component Commander Course, erneut auf der Maxwell AFB. Außerdem erhielt er akademische Grade von der Air University, der Harvard University und der University of Virginia.
In seinen frühen Jahren als Offizier der Luftwaffe war er an verschiedenen Stützpunkten in den Vereinigten Staaten stationiert. Dabei war er als Pilot, Flugausbilder oder Stabsoffizier bei unterschiedlichen Einheiten tätig. Dazwischen absolvierte er die erwähnten Schulungen. Zwischen Mai 1993 und September 1995 war er auf der Royal Air Force Base Lakenheath in England stationiert. Danach setzte er seine Laufbahn an verschiedenen Standorten in den Vereinigten Staaten fort.
Seine nächste Auslandsversetzung führte ihn im Juli 2004 zur Osan Air Base in Südkorea. Bis zum Juni 2005 gehörte er dort dem Stab der 7. Luftflotte an. Daran schloss sich eine Rückkehr zur RAF-Base in Lakenheath an. Zwischen September 2005 und Juli 2008 diente er dort in unterschiedlichen Funktionen bei der 493. Kampfstaffel (493rd Fighter Squadron). Schließlich erhielt er das Kommando über diese Einheit. Nach seinem Fortbildungskurs an der Harvard University bis zum Juni 2009 übernahm Craig Wills auf der Laughlin Air Force Base in Texas das Kommando über die 47th Operations Group, das er bis zum Juli 2011 innehatte.
Sein nächster Auftrag führte ihn wieder nach Südkorea, wo er zwischen Juli 2011 und Juli 2013 der Stabsabteilung für Operationen bei den United States Forces Korea angehörte. Daran schloss sich eine Versetzung zur Incirlik Air Base in der Türkei an, wo er zwischen Juli 2013 und Juli 2015 das 39. Basisgeschwader (39th Air Base Wing) kommandierte. Danach gehörte er bis zum Februar 2018 in unterschiedlichen Funktionen dem Stab der Pacific Air Forces an, die auf der Hickham Air Force Base in Hawaii ihr Hauptquartier hat. Ab Februar 2016 leitete Willis dessen Stabsabteilung für strategische Planungen, Bedarf und Programme (Director of Strategic Plans, Requirements and Programs).
In der Folge wurde er zur amerikanischen Botschaft im Irak in Bagdad versetzt. Dort war er zwischen März 2018 und März 2019 stellvertretender Leiter der Abteilung für Sicherheitskoordination mit den irakischen Behörden (Deputy Chief, Office of Security Cooperation). Am 13. Juni 2019 übernahm Craig Wills als Nachfolger von Patrick J. Doherty auf der Randolph Air Force Base in Texas das Kommando über die 19. Luftflotte. Dieses Amt bekleidete er bis zum 19. August 2022, als er von Phillip A. Stewart abgelöst wurde. Anschließend schied er aus dem aktiven Militärdienst aus.
Während seiner aktiven Zeit als Militärpilot absolvierte er über 2500 Flugstunden auf verschiedenen Flugzeugtypen.

## Daten der Beförderungen
| Abzeichen | Rang               | Jahr             |
| --------- | ------------------ | ---------------- |
|           | Second Lieutenant  | 11. Mai 1990     |
|           | First Lieutenant   | 14. Oktober 1992 |
|           | Captain            | 14. Oktober 1994 |
|           | Major              | 1. November 2001 |
|           | Lieutenant Colonel | 1. Mai 2005      |
|           | Colonel            | 1. Oktober 2008  |
|           | Brigadier General  | 1. Januar 2016   |
|           | Major General      | 31. Juli 2019    |

## Orden und Auszeichnungen
Craig Wills erhielt im Lauf seiner militärischen Laufbahn unter anderem folgende Auszeichnungen:
- Defense Superior Service Medal
- Legion of Merit
- Meritorious Service Medal
- Air Medal
- Aerial Achievement Medal